# Mario Giordana
Mario Giordana, né le 16 janvier 1942, est un prélat italien de l'Église catholique romaine qui travaille au service diplomatique du Saint-Siège de 1976 à 2017.

## Biographie
Mario Giordana est né à Barge, dans la province italienne de Cuneo, le 16 janvier 1942. Il est ordonné prêtre du diocèse de Saluces le 25 juin 1967.

## Carrière diplomatique
Il entre au service diplomatique du Saint-Siège le 8 mars 1976 et remplit des missions en Indonésie (en), dans les bureaux de la Secrétairerie d'État, en Suisse, en France, en Autriche (en) et en Italie (en)
Le 27 avril 2004, le pape Jean-Paul II le nomme archevêque titulaire de Minora (de) et nonce apostolique à Haïti. Il reçoit sa consécration épiscopale dans la cathédrale de Saluces le 29 mai des mains du cardinal Angelo Sodano, secrétaire d'État
Le 15 mars 2008, Benoît XVI le nomme nonce apostolique en Slovaquie (en). Son mandat de nonce apostolique prend fin avec la nomination de Giacomo Guido Ottonello le 1er avril 2017 pour lui succéder
Le 4 octobre 2017, le pape François le nomme membre de la Congrégation pour l'évangélisation des peuples et le 15 décembre 2018 membre de la Congrégation pour les causes des saints.
Le 29 juin 2020, le pape François le nomme commissaire extraordinaire pour la Fabrique de Saint-Pierre afin de diriger une commission chargée de réformer son administration.